# Anilú Elías
Anilú Elías (Ciudad de México, 1937) es una periodista, publicista, teórica, catedrática y activista feminista mexicana en pro de los derechos reproductivos de las mujeres.
En su trabajo teórico pueden observarse propuestas asociadas al ámbito de los estudios de género pero desde una óptica feminista cercana al activismo, con una crítica hacia la permisividad de la violencia sexual en contra de las mujeres y el rol del patriarcado en este y otros flagelos.
Como activista, ha participado en varias organizaciones en pro de los derechos de la mujer, entre ellas, fue una de las fundadoras del Movimiento Nacional de Mujeres, agrupación que abogó por el aborto a partir de 1976 y por la penalización de la violación en México; esta institución incluyó a Esperanza Brito de Martí y Carmela Barajas, entre otras. Además, abogó por la fundación de la Coalición de Mujeres Feministas, la Red de Periodistas Feministas y la Red de Apoyo de Medios Informativos, entre otras.

## Publicaciones
- Hijos no deseados (1991), en coautoría con Hortensia Moreno. Adaptación del libro de Henry Philip David.
- 150 años de costumbres, modas y Liverpool (1997).
- La rebelión de las mansas (2011).[7]